# Dionisie Lackfi
Dionisie Lackfi (în maghiară Lackfi Dénes) a fost voievod al Transilvaniei între anii 1359-1367.